# Charlotte Roche

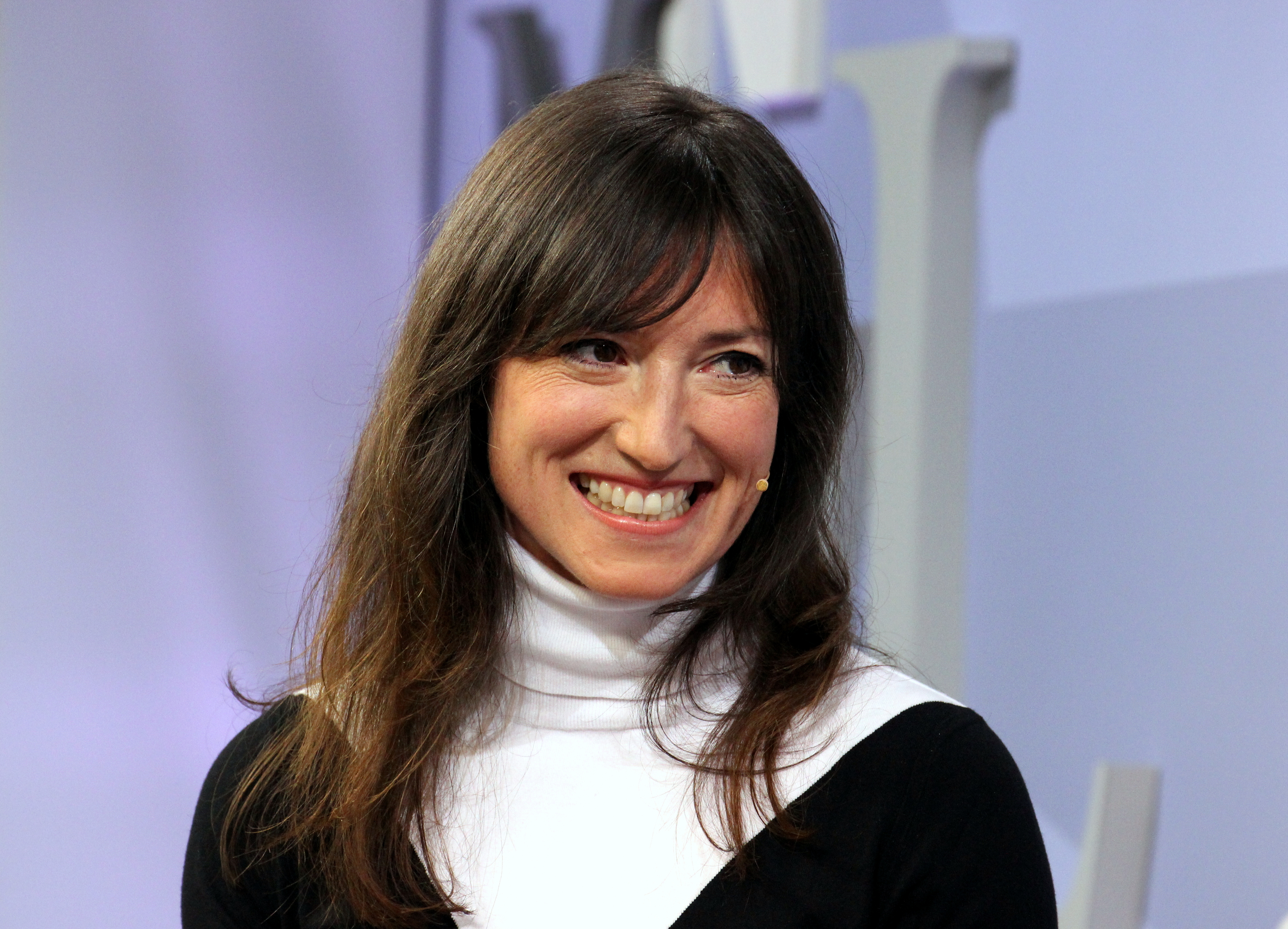
Charlotte Roche (2015)

Charlotte Elisabeth Grace Roche [ɹəʊʃ] (* 18. März 1978 in High Wycombe, England) ist eine britisch-deutsche Moderatorin, Produzentin, Schauspielerin, Hörspielsprecherin und Autorin.

## Leben und Karriere
Roche kam im Alter von einem Jahr als Tochter eines Ingenieurs und einer politisch aktiven und künstlerisch tätigen Mutter aus London über die Niederlande nach Deutschland. Sie wuchs zweisprachig auf. Als sie fünf Jahre alt war, ließen sich die Eltern scheiden. Die damit verbundenen Erfahrungen arbeitete sie später in ihre Bücher Feuchtgebiete und Schoßgebete ein. Sie besuchte die Grundschule in Niederkrüchten und wechselte 1989 auf das St.-Wolfhelm-Gymnasium im benachbarten Schwalmtal. Nach der achten Klasse zog sie nach Mönchengladbach und besuchte dort im Stadtteil Rheydt das Hugo-Junkers-Gymnasium, das sie nach der elften Klasse verließ. Roche hatte lange die britische Staatsbürgerschaft, wurde jedoch – nach eigenen Angaben – aus Sorge vor dem Brexit deutsche Staatsbürgerin.
Erste Bühnenerfahrung sammelte Roche während ihrer Gymnasialzeit in Theater-AGs. Im Jahr 1993 zog sie von zu Hause aus und gründete mit drei Freundinnen die Garagenrock-Band The Dubinskis. Es folgte eine Zeit, in der sie viel unternahm, um aufzufallen – so fügte sie sich selbst Wunden zu, um Bilder mit ihrem Blut malen zu können, konsumierte verschiedene Drogen und rasierte sich eine Glatze. 2001 verunglückten ihr Bruder und ihre beiden Stiefbrüder bei einem Autounfall tödlich, ihre Mutter wurde dabei schwer verletzt. 2002 wurde die gemeinsame Tochter von Roche und Eric Pfeil geboren, dem Produzenten und Autor ihrer ehemaligen Sendung Fast Forward. Seit 2007 ist Roche mit dem Brainpool-Mitbegründer Martin Keß verheiratet. Bei dem Paar wächst Keß’ Sohn aus erster Ehe auf.

### Moderation und Fernsehen

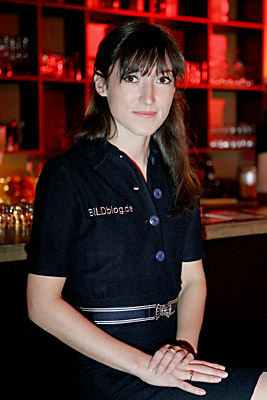
Charlotte Roche (2007)

Einem breiteren Publikum wurde Roche nach einem Casting im Frühjahr 1998 durch ihre Moderatorentätigkeit bei VIVA Zwei in der Musiksendung Fast Forward bekannt. 2000 war sie in dem Hörbuch Die Speed Queen von Stewart O’Nan erstmals als Sprecherin zu hören, zudem erhielt sie mit Trendspotting eine zweite Sendung. 2001 war Roche, mittlerweile Aushängeschild des Senders VIVA Zwei, für „ihren kompetenten und doch eigenen Moderationsstil“ zum ersten Mal für den Grimme-Preis nominiert. Ihre unkonventionelle Art der Interviewführung brachte der, wie Harald Schmidt sie bezeichnete, „exzentrischen Queen of German Pop Television“ viel Lob ein.
Nach Einstellung des Sendebetriebs von VIVA Zwei im Januar 2002 wurde Fast Forward auf VIVA fortgeführt, gegen Ende 2004 jedoch abgesetzt. Roche verweigerte die Moderation der letzten noch geplanten Folgen. 2002 erhielt sie für ihre Moderationen von Fast Forward den Bayerischen Fernsehpreis, zwei Jahre später den Grimme-Preis.
Ab dem 20. Oktober 2003 moderierte sie bei ProSieben die Interviewsendung Charlotte Roche trifft …. Sie wurde nach 13 Folgen eingestellt. 2006 moderierte sie bei ARTE vier vom ZDF produzierte Folgen des Musikmagazins Tracks. 2007 führte sie durch die Eröffnung der Berlinale. Außerdem zählte sie für kurze Zeit zur Besetzung der ARD-Rateshow Pssst…, die mit Harald Schmidt als Moderator neu aufgelegt worden war.
Im Jahr 2008 erhielt sie bei 3sat eine Sendung mit dem Titel Charlotte Roche unter …, in der sie Vertreter unterschiedlichster Berufsgruppen bei der Arbeit begleitete. Ab September 2009 moderierte sie als Nachfolgerin von Amelie Fried zusammen mit Giovanni di Lorenzo die Radio-Bremen-Talkshow 3 nach 9. Anfang 2010 gaben Roche und Radio-Bremen-Programmdirektor Dirk Hansen bekannt, dass die Zusammenarbeit in gegenseitigem Einvernehmen eingestellt wird. Bereits vor Roches erstem Auftritt hatte die frühere Bremer Kulturstaatsrätin Elisabeth Motschmann (CDU), die auch im Rundfunkrat von Radio Bremen (RB) und in der Bremer Bürgerschaft sitzt, gegen die Verpflichtung der neuen Moderatorin protestiert. Ab März 2012 moderierte Roche zusammen mit Jan Böhmermann die Talkshow Roche & Böhmermann bei ZDFkultur. Anfang 2013 meldete das ZDF, dass die Talkshow, von der insgesamt 16 Folgen ausgestrahlt wurden, nicht fortgesetzt werde. 2018 war sie Gastgeberin einer Folge des Talk-Sendeformats Die Geschichte eines Abends. Sie nahm an der TV Total Prunksitzung, der TV total PokerStars.de Nacht (2010), der TV total Stock Car Crash Challenge (2015) und an der Sendung Joko gegen Klaas – Das Duell um die Welt (2019) teil.

### Film und Musik
Im Jahr 2002 hatte Roche einen Auftritt in dem Musikvideo zum Song Club der schönen Mütter der Band Fehlfarben. 2003 übernahm sie eine Sprecherrolle für das Hörbuch zu Nick McDonells Zwölf. 2004 sang sie auf dem Album Here Comes Love von Superpitcher den Titel Träume und drehte ihren ersten Spielfilm Eden, der im Herbst 2006 in die Kinos kam. Lange schrieb Roche in unregelmäßigen Abständen Artikel für die Zeitschrift Spex. Des Weiteren hatte sie in dem Horrorfilm Demonium von Andreas Schnaas aus dem Jahr 2001 eine Nebenrolle.
2004 ging Roche zusammen mit Christoph Maria Herbst – bei einigen Terminen mit Heinz Strunk – auf eine Lesereise durch Deutschland, bei der sie Auszüge einer Dissertation von Michael Alschibaja Theimuras aus dem Jahr 1978 mit dem Thema Penisverletzungen bei Masturbation mit Staubsaugern vortrug. Im Hörbuch Henry Silber geht zu Ende ist sie als Sprecherin zu hören. Ebenfalls 2005 trat Roche als Gastmusikerin bei der Rocko-Schamoni-Single Mauern im „Walls Remix“ auf. Ein Jahr später produzierte sie mit Bela B. ein Duett mit dem Titel 1. 2. 3. …, das auf dem Album Bingo erschien und auch als Single ausgekoppelt wurde. Roche trat auch im dazugehörigen Musikvideo auf.

### Literatur

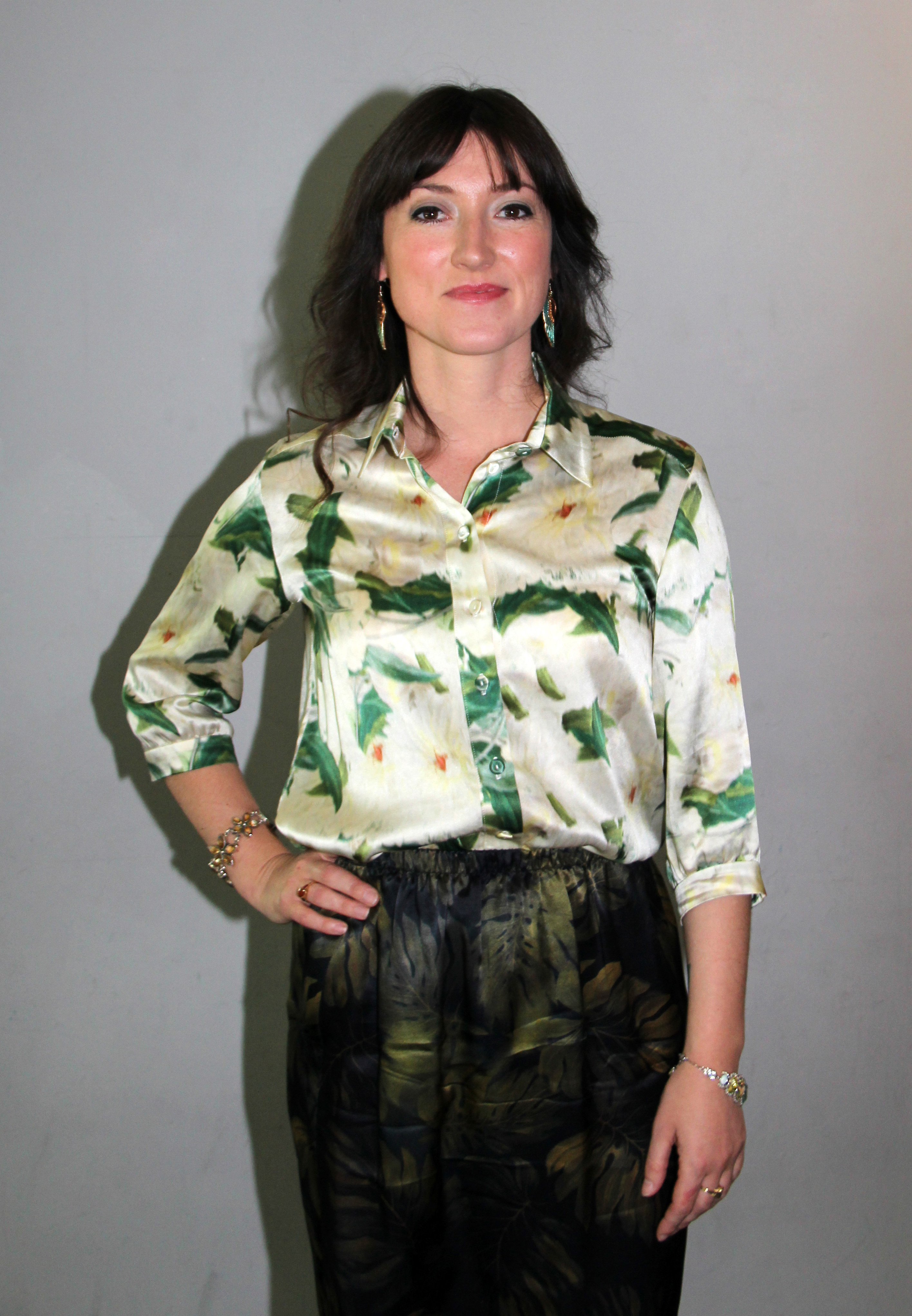
Charlotte Roche (2011)

### Podcast
Von Juni 2019 bis April 2020 betrieb Roche mit ihrem Ehemann Martin Keß den wöchentlichen Podcast Paardiologie, von dem insgesamt 45 Folgen veröffentlicht wurden. Inhaltlich ging es um das breite Thema „Beziehung“, über das die Podcaster sehr offen sprachen. Sie erörterten klassische Konfliktfelder einer Partnerschaft anhand persönlicher Erlebnisse und wie sie den Umgang mit diesen gemeinsam erlernt haben – unter anderem durch Therapien und Paartherapie. Thematisiert wurden auch bedeutende Stationen und Ereignisse der Beziehung. In fast jeder Folge stellten Roche und Keß abwechselnd eine Frage an den anderen.
Der Podcast gewann den Deutschen Podcastpreis 2020 in den Kategorien „bestes Talk-Team“ und „beste*r Newcomer*in“. Im gleichen Jahr erschien auf Grundlage des Podcasts ein gleichnamiges Buch im Piper Verlag.

### Auseinandersetzung mit der BoulevardzeitungBild
Vor ihrer für den 30. Juni 2001 in London geplanten Hochzeit verunglückte das Fahrzeug ihrer Mutter in Belgien. Auf dem Weg zur Feier starben ihre drei Brüder, die Mutter wurde schwer verletzt. Daraufhin soll ein Journalist, der sich Roche gegenüber als Bild-Mitarbeiter vorstellte, versucht haben, ein Interview mit ihr zu erzwingen, indem er drohte, andernfalls einen negativen Bericht über sie zu veröffentlichen. Obwohl Roche das Interview verweigerte, gab es direkt danach keine negative Berichterstattung; Bild bestritt, mit den Vorkommnissen etwas zu tun zu haben. Roche sah sich als Opfer von Bild und ging gegen die Zeitung vor. So trug sie am 8. Februar 2006 als Gast bei Harald Schmidt ein Kleid mit einer Aufschrift der URL des kritischen Watchblogs Bildblog. Im Oktober 2007 beteiligte sie sich an einer Bild-kritischen Lesung.
Bild brachte im Zusammenhang mit der Veröffentlichung ihres Buches Feuchtgebiete Schlagzeilen zum Thema wie „Was treibt Sie zu Schamlos-Charlotte?“ oder „Reich dank Sex-Buch – So ekelt Charlotte Roche ihr Konto voll“. Dabei wurde von Bild unter anderem eine Literaturkritik verfälscht wiedergegeben, wodurch aus einer positiven Kritik von Roger Willemsen eine negative Aussage wurde. Nachdem bereits 2001 gegen ihren Willen über ihre Familie berichtet worden war, beging Bild im Juni 2008 ihr gegenüber eine weitere Persönlichkeitsrechtsverletzung. Unter Missachtung des Verbots einer (schon 2003 geplanten) Veröffentlichung wurde ein Foto von ihr und ihrem Ehepartner in einem Artikel abgedruckt.

### Feminismus
Charlotte Roche gilt als Vertreterin einer neuen feministischen Generation. Im Mai 2001 war sie auf der Titelseite der Zeitschrift Emma zu sehen; einige Standpunkte des klassischen 1970er-Jahre-Feminismus – wie etwa die vollständige Ablehnung von Pornografie – hält Roche für überholt und vertritt eher einen sexpositiven Feminismus.

„Junge Feministinnen müssen Alice Schwarzer für viel dankbar sein, zum Beispiel dafür, dass Frauen ihre Männer nicht mehr fragen müssen, ob sie arbeiten gehen dürfen. Bei vielen ihrer neuen Kampagnen, wie bei der Verteufelung von Pornos, können wir aber nicht mehr mitgehen. Frau Schwarzer möchte Sadomaso-Sex verbieten. Frauen sind aber total masochistisch, das wird auch sie nicht mehr ändern können. Ich habe keine Lust, Frau Schwarzer um Erlaubnis zu fragen, bevor ich im Bett richtig loslege.“

### Einstellung zu Religion und Politik
Roche vertritt religionskritische Positionen und befürwortet die Trennung zwischen Religion und Staat. Sie ist Mitglied von attac und engagiert sich für die Abschaltung von Kernkraftwerken in Deutschland. Roche plädiert für ein starkes Urheberrecht und betrachtet dieses als historische Errungenschaft. 2019 trat sie den Grünen bei.

## Werke
Bücher
- Feuchtgebiete, Roman. DuMont, Köln 2008, ISBN 978-3-8321-8057-7; TB: Ullstein Berlin 2009, ISBN 978-3-548-28040-0. (Platz 1 der Spiegel-Bestsellerliste vom 31. März bis zum 26. Oktober 2008 und vom 12. bis zum 25. Januar 2009)
- Schoßgebete, Roman. Piper, München 2011, ISBN 978-3-492-05420-1. (Platz 1 der Spiegel-Bestsellerliste vom 22. August bis zum 9. Oktober 2011)
- Mädchen für alles, Roman. Piper, München 2015, ISBN 978-3-492-05499-7.
- Paardiologie. Das Beziehungsbuch. Piper, München 2020, ISBN 978-3-492-07030-0.

Hörbücher
- 2000: Die Speed Queen (Stewart O’Nan), 2 CDs, 150 Min., BMG Wort, ISBN 978-3-89830-115-2.
- 2003: Henry Silber geht zu Ende (Paul Plamper, Nils Kacirek, Michael Ebmeyer), 52 Min., WDR/Hoerspielpark
- 2006: 1. 2. 3. … (Bela B. feat. Charlotte Roche)
- 2008: Feuchtgebiete, 5 CDs, 335 Min., ungekürzte Lesung von Charlotte Roche, Random House Audio Köln, ISBN 978-3-86604-872-0.
- 2011: Schoßgebete, 8 CDs, 581 Min., ungekürzte Lesung von Charlotte Roche, Osterwold audio Hamburg, ISBN 978-3-86952-088-9.
- 2015: Mädchen für alles, 6 CDs, 450 Min., ungekürzte Lesung von Jessica Schwarz, OSTERWOLDaudio, ISBN 978-3-86952-278-4.

## Auszeichnungen
- 2002: Bayerischer Fernsehpreis für die Moderation von Fast Forward (VIVA)
- 2004: Grimme-Preis in der Kategorie Wettbewerb „Spezial“ für die Moderation von Fast Forward
- 2008: Bestseller des Jahres von Media Control für mehr als 1,3 Millionen verkaufte Exemplare ihres Romans Feuchtgebiete
- 2012: Journalist des Jahres in der Kategorie Unterhaltung, gemeinsam mit Jan Böhmermann
- 2020: Deutscher Podcastpreis 2020 für den Podcast Paardiologie in den Kategorien „bestes Talk-Team“ und „beste*r Newcomer*in“